# Функция тока
Функция тока  в гидродинамике — скалярная функция, которая определяет двумерное течение жидкости или газа.

## Определение
Обычно функция тока {\displaystyle \psi } определяется из соотношения
{\displaystyle \operatorname {rot} \,(\psi {\vec {z}})={\vec {v}}},
где {\displaystyle {\vec {v}}} — вектор скорости потока, {\displaystyle \operatorname {rot} } — ротор.
Для прямоугольной декартовой системы координат это даёт
{\displaystyle v_{x}={\frac {\partial \psi }{\partial y}};\;v_{y}=-{\frac {\partial \psi }{\partial x}}.}

## Обобщения
Так как для несжимаемой жидкости поле скорости соленоидально, то у него существует векторный потенциал {\displaystyle {\vec {\Psi }}}, определяемый соотношением
{\displaystyle \operatorname {rot} \,{\vec {\Psi }}={\vec {v}}.}

## Неоднозначность
Как любой потенциал, функция тока определена с точностью до аддитивной постоянной. Когда в задаче есть твёрдые стенки (на которых скорость равна нулю), то значение функции тока на них обычно принимается равной нулю. Если же стенок нет (заполнено всё пространство), то можно задать значение функции тока на бесконечности, если поле скорости там постоянно.

## Свойства
- Изолинии функции тока совпадают с линиями тока жидкости. Для стационарного (не зависящего от времени) течения они также являются траекториями частиц.
- При некоторых условиях максимум функции тока равен расходу жидкости.